# Église de la Sainte-Trinité d'Everton
L'église de la Sainte-Trinité d'Everton est une église paroissiale anglicane située dans le village d'Everton (en) au Nottinghamshire, en Angleterre. Elle relève du doyenné de Bassetlaw et Bawtry et du diocèse de Southwell et Nottingham. Il s'agit d'un monument classé de Grade II*.

## Description
L'église compte 6 cloches.

## Historique
L'édifice a été construit peu après la conquête normande de l'Angleterre en 1066 et agrandi à chaque siècle jusqu'au XVIe. Il est restauré en 1841. En 1843, l'église est agrandie afin d'accueillir la population grandissante d'Everton : la nef est agrandie vers l'est et une annexe est construite contre le côté sud de la nef. En 1869, l'église est remise à neuf ; les gargouilles sont retirées et le niveau du sol est abaissé.

## Paroisse
L'église de la Sainte-Trinité d'Everton forme une paroisse commune avec :
- l'église Saint-Pierre de Clayworth
- l'église Saint-Pierre-et-Saint-Paul de Gringley-on-the-Hill
- l'église de Tous-les-Saints de Mattersey